# SPQR
SPQR er en forkortelse for Senatus Populusque Romanus (dansk: Senatet og det romerske folk), der er en symbolsk betegnelse for Romerske republik.
Forkortelsen blev brugt overalt i det gamle Rom både i hæren og rundt omkring i bybilledet. Det kan ses endnu i dag og anvendes stadig på fx kloakdæksler i Rom.
En humoristisk italiensk nytolkning af forkortelsen er "Sono pazzi questi Romani", oversættelsen, som den bedst kendes fra Asterix, lyder: "De er skøre, de romere". Den humoristiske italienske tolkning er imidlertid betydelig ældre end Asterix-tegneserierne, idet den omtales i et værk fra 1861.
- Inskription på Titusbuen
- Kloakdæksel med SPQR